# Самаркандский куфический Коран
Коран Усмана, или Коран Османа, или Самаркандский куфический Коран — древнейшая сохранившаяся до наших дней рукопись Корана, обагрённая, как полагают, кровью третьего халифа — Усмана. Хранится в Ташкенте в Медресе Муйи Муборак, входящем в Ансамбль Хазрати Имама.

## История
Считается, что стандартный текст Корана был выработан при зяте Мухаммада, третьем халифе Усмане. Предположительно, пять первых экземпляров Корана были разосланы в основные города Халифата (один из них сохраняется в стамбульском дворце Топкапы), а шестой экземпляр халиф оставил себе. Считается, что преемник Усмана, четвёртый халиф Али, увёз эту рукопись из Медины в свою новую столицу, Куфу. Там она сохранялась до вторжения Тамерлана в XV веке. Существует много версий о том, как Коран Османа попал в Самарканд. По одной из версий, когда в 1402 году Тамерлан разбил близ Ангоры османского султана Баязета, при возвращении на родину путь полководца пролегал через иракский город Басра. Откуда и был взят Коран Османа и привезён в Самарканд — столицу империи Тамерлана. Там он долгое время хранился в медресе.
В царствование Александра II Российская империя начала боевые действия против Бухарского эмирата. В мае 1868 года русские войска под командованием генерала фон Кауфмана захватили Самарканд. К тому времени Коран Османа хранился в мечети Ходжи Ахрора, шейха суфийского ордена, жившего в XV веке. Мечеть активно посещали паломники, желавшие увидеть сохранившийся Коран. В дни больших праздников книгу выносили из мечети и показывали народу.
Самарканд был включён в состав Зеравшанского округа (с 1867 года — Самаркандская область Туркестанского края). Начальник округа генерал-майор А. К. Абрамов среди прочих дел заинтересовался старинным и редким списком Корана. Он поручил подполковнику Серову «принять меры, чтобы драгоценная для науки древность не ускользнула из рук». В результате Коран был передан самаркандским духовенством царской администрации за вознаграждение в сумме 500 коканов (100 руб.) и отправлен в Ташкент генерал-губернатору Туркестанского края фон Кауфману. Тот 5 ноября (24 октября по старому стилю) 1869 года отправил его из Самарканда в Санкт-Петербург с письмом на имя министра народного просвещения. К письму прилагалась записка о происхождении Корана, составленная со слов двух самаркандских улемов. При этом фон Кауфман пожелал передать рукопись в дар Императорской Публичной библиотеке, где тогда уже находились древнейшие списки Нового (Синайский кодекс) и Ветхого Завета (Ленинградский кодекс). Одновременно была предпринята попытка перевезти в Санкт-Петербург и мраморную подставку, как считалось, сделанную специально под этот список. Массивная подставка времён Тимура была украшена многочисленными надписями и стояла посреди мечети (перед михрабом) при полуразрушенном медресе Биби Ханым в Самарканде. От идеи перевезти подставку в Санкт-Петербург отказались в связи с её громадной тяжестью. Надписи были скопированы А. Л. Куном. Копии с них хранятся ныне в архиве Института Истории материальной культуры РАН (Санкт-Петербург).
Коран Усмана хранился в рукописном отделе библиотеки, где в 1891 году его исследовал, описал и датировал востоковед А. Ф. Шебунин (1867—1937).
После двух революций и смены власти в России 14 декабря 1917 года Краевой мусульманский съезд Петроградского национального округа обратился в Народный комиссариат по национальным делам с просьбой вернуть священную реликвию мусульманам, а именно национальному парламенту мусульман Внутренней России и Сибири, находившемуся в Уфе. На основании постановления Совета народных комиссаров РСФСР от 19 (6) декабря за подписью его председателя Владимира Ульянова (Ленина) Коран Усмана был передан Краевому мусульманскому съезду Петроградского национального округа. А в начале 1918 года Коран был передан Всероссийскому мусульманскому совету и перевезён в Уфу. Эта передача рукописи мусульманам была символическим жестом. Речь шла о передаче части власти в обмен на участие в «революционном проекте». «Москва — это новая Мекка, это — Медина для всех угнетенных», — так было записано в обращении Научной ассоциации востоковедов при ЦИК СССР, опубликованном в 1921 году.
Однако в 1923 году по просьбе Туркестанской республики (после обращения улемов Ташкента и Джизака) советское правительство решило отправить Коран в Ташкент. В июне 1923 года в Уфе состоялся съезд мусульманского духовенства, одной из тем которого был вопрос «о передаче Священного Корана Османа туркестанским мусульманам по требованию Туркестанской Республики». Была образована комиссия, в которую вошли муфтий и члены Духовных управлений из Ташкента, Астрахани и Москвы. Председателем комиссии был назначен Риза Фахретдинов. В доставке также участвовал востоковед Александр Шмидт. В августе 1923 года Коран Османа в специальном вагоне вывезли в Ташкент, где была оформлена его передача. Члены комиссии посетили несколько городов Туркестанской республики, встречаясь с местными улемами. После возвращения в Уфу Фахретдинов написал сочинение «О путешествии в Самарканд по делу возвращения Корана Османа» (утеряно).
Затем Коран Османа был передан в Самарканд, где находился в мечети Ходжи Ахрара.
С 1941 года местом его хранения стал Музей истории народов Узбекистана в Ташкенте.
В марте 1989 года 14 — 15 марта 1989 года в Ташкенте состоялся IV курултай мусульман Средней Азии и Казахстана (САДУМ), на котором по решению правительства Узбекской ССР Коран был изъят из музея и торжественно передан представителям верующих. После обретения независимости Узбекистаном в 1991 году, САДУМ был переименован в Управление мусульман Узбекистана, который находится в ведении Комитета по делам религий Кабинета министров. В начале 1990-х годов на площади Хаст Имам реликвия была вручена Исламом Каримовым муфтию. Коран был помещён в здание библиотеки Управления, расположенном в медресе Барак-Хан.
В 1997 году ЮНЕСКО включило Коран Усмана в реестр «Память мира».
В Ташкенте в медресе Муйи-Муборак, входящем в Ансамбль Хазрати Имам хранится единственная из сохранившихся оригинальная рукопись Корана, о чём свидетельствует сертификат, выданный Международной организацией ЮНЕСКО 28 августа 2000 года.

## Описание
Усманский мусхаф (свиток  Корана) уже имеет диакритические знаки (черточки, заменяющие, как обычно, в куфическом письме точки), но в нём ещё нет других над- и подстрочных знаков, принятых в позднейшем арабском письме (хамза, мадда, шадда (ташдид), сукун). Это позволяет датировать его первой четвертью VIII века, то есть через полвека после убийства Усмана.

### Следы крови
Следы крови присутствуют на всех трёх древнейших экземплярах Корана, которые принято связывать с личностью Усмана. Арабисты, исследовавшие рукопись, считают следы крови позднейшей подделкой: «Может быть, давно прежде было меньше крови, чем теперь; может быть, кровяные пятна подвергались такой же реставрации, какой… подвергался и текст, — теперь про это мы утвердительно ничего не можем сказать, но одно несомненно, что давно или недавно, но те пятна, которые мы видим теперь, намазаны не случайно, а нарочно, и обман произведен так грубо, что сам себя выдает. Кровь находится почти на всех корешках и с них расплывается уже более или менее далеко на середину листа. Но расплывается она совершенно симметрично на каждом из смежных листов: очевидно, что они складывались, когда кровь ещё была свежа. И при этом ещё та странность, что такие пятна идут не сплошь на соседних листах, а через лист… Очевидно, что такое распределение крови случайно произойти не могло, а находим мы его таким постоянно».

## Факсимиле 1905 года
В 1905 году в Санкт-Петербурге востоковед-арабист С. И. Писарев при содействии Санкт-Петербургского археологического института подготовил к печати факсимиле с прорисовки рукописи. Оно было издано в виде полноразмерного гигантского фолианта почти в натуральную величину. Издание вышло ограниченным тиражом — всего было напечатано 50 экземпляров. Из них 25 Писарев продал, 5 экземпляров были преподнесены царственным особам: российскому императору, турецкому султану, персидскому шаху, эмиру Бухарскому Абдулахад-хану и его наследнику.
Из 50 экземпляров до наших дней сохранились считанные единицы. Четыре экземпляра хранится в Государственном музее истории религии в Санкт-Петербурге, один — в канцелярии Санкт-Петербургской соборной мечети.Также факсимиле хранится в Центральном духовном управлении мусульман России (ЦДУМ), в Национальном музее Республики Татарстан в Казани, в библиотеке Колумбийского университета в США, в Музее исламской цивилизации в Шардже в ОАЭ. Один экземпляр находится в Ташкенте в Государственном музее истории Тимуридов. Один у татар-мусульман Нижегородской области.

## Документальный фильм
В 2003 году в России был создан 52-минутный документальный фильм «В поисках „Корана Османа“». Съёмки проводились в Узбекистане, в затерянных горных кишлаках, где и по сей день хранятся ценнейшие мусульманские реликвии, среди которых были чудом обнаружены важнейшие фрагменты этой рукописи.
Местные старожилы, в том числе исконные арабы, сохранившие свой язык, поведали исследователям древние легенды, связанные с ней. Список продавали по частям, он конфисковывался КГБ. Рукопись хранили вместе с хиркой пророка Мухаммада — священным символом власти. Эту хирку использовал глава талибов мулла Умар, объявляя себя властителем всех мусульман. Рукопись почитали как прообраз всех списков Корана. Её удивительная история связана с судьбами династий, государств, суфийских братств.
Фильм вышел в прокат одновременно с публикацией монографии Е. А. Резвана «Коран ‘Усмана» (Катта-Лангар, Санкт-Петербург, Бухара, Ташкент) (Санкт-Петербург, 2004) (русско-английское издание ISBN 978-5-85803-265-6).